# Live at the Oakland Coliseum
Live at the Oakland Coliseum jest wydanym pośmiertnie albumem koncertowym Jimiego Hendriksa. Jest to pełny zapis koncertu w Oakland Coliseum w Oakland z 27 kwietnia 1969 roku, zarejestrowany amatorsko przez Kena Kogę i wydany 27 lutego 1998 roku przez Dagger Records jako pierwsza płyta wytwórni. Ukazał się w wersji mono.

## Lista utworów
Autorem wszystkich utworów, chyba że zaznaczono inaczej jest Jimi Hendrix.
| CD1 | CD1                                             | CD1     |
| Nr  | Tytuł utworu                                    | Długość |
| --- | ----------------------------------------------- | ------- |
| 1.  | „Introduction”                                  | 0:42    |
| 2.  | „Fire”                                          | 4:19    |
| 3.  | „Hey Joe” (Roberts)                             | 4:26    |
| 4.  | „Spanish Castle Magic”                          | 8:53    |
| 5.  | „Hear My Train a Comin’”                        | 10:25   |
| 6.  | „Sunshine of Your Love” (Clapton, Bruce, Brown) | 6:45    |
| 7.  | „Red House”                                     | 13:12   |
|     |                                                 | 48:42   |

| CD2 | CD2                                  | CD2     |
| Nr  | Tytuł utworu                         | Długość |
| --- | ------------------------------------ | ------- |
| 1.  | „Foxy Lady”                          | 10:36   |
| 2.  | „Star Spangled Banner” (Traditional) | 2:58    |
| 3.  | „Purple Haze”                        | 4:08    |
| 4.  | „Voodoo Child (Slight Return)”       | 18:04   |
|     |                                      | 35:46   |

## Artyści nagrywający płytę
- Jimi Hendrix – gitara, śpiew
- Mitch Mitchell – perkusja
- Noel Redding – gitara basowa, gitara rytmiczna w "Voodoo Child (Slight Return)"
- Jack Casady – gitara basowa w "Voodoo Child (Slight Return)"

## Źródła
- John McDermott, Live at the Oakland Coliseum, wyd. 2CD, książeczka, Dagger Records, Experience Hendrix, 1998 (ang.). Brak numerów stron w książce